# Óblast de Vínnitsa
El óblast de Vínnitsa (en ucraniano, Вінницька область) es una óblast (provincia) en el sudoeste de Ucrania. Su capital es Vínnitsa. Tiene una superficie de 26.513 km², y en 2001 su población era de 1.763.900 habitantes.

## Subdivisiones

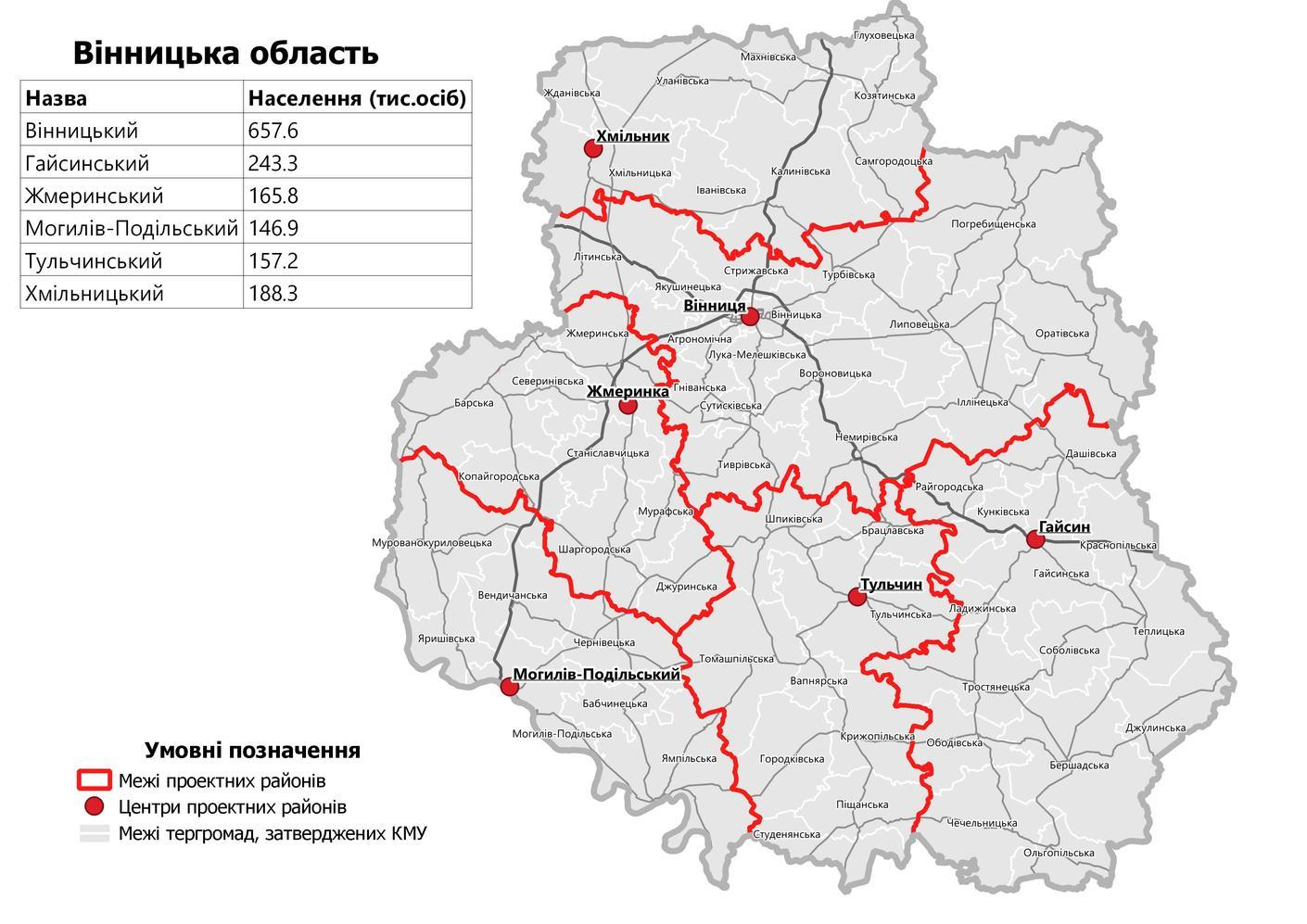
Un fragmento de mapa que muestra el óblast de Vínnytsia.

El óblast de Vínnitsa está subdividida administrativamente desde 2020 en 6 raiones.
| Raión            | en ucraniano              | Centro Administrativo     |
| ---------------- | ------------------------- | ------------------------- |
| Háisynski        | Гайсинський район         | Haisyn (ciudad)           |
| Jmilnytski       | Хмільницький район        | Jmílnyk (ciudad)          |
| Mohyliv-Podilski | Могилів-Подільський район | Mohyliv-Podilski (ciudad) |
| Tulchynski       | Тульчинський район        | Tulchýn (ciudad)          |
| Vínnytski        | Вінницький район          | Vínnitsa (ciudad)         |
| Zhmérynski       | Жмеринський район         | Zhmérynka (ciudad)        |

### Subdivisiones (hasta 2020)
El óblast de Vínnitsa fue subdividida administrativamente hasta 2020 en 27 raiones, junto con 6 ciudades ciudades de importancia regional que están directamente subordinadas al óblast: Jmílnyk, Koziatyn, Ladyzhyn, Mohyliv-Podilski, Zhmérynka, así como el centro administrativo de la óblast, Vínnitsa.
| Raión                | en ucraniano                | Centro Administrativo                             |
| -------------------- | --------------------------- | ------------------------------------------------- |
| Barski               | Барський район              | Bar (ciudad)                                      |
| Bershadski           | Бершадський район           | Bershad (ciudad)                                  |
| Chechelnytski        | Чечельницький район         | Chechelnyk (asentamiento de tipo urbano)          |
| Chernivetski         | Чернівецький район          | Chernivtsí (asentamiento de tipo urbano)          |
| Háisynski            | Гайсинський район           | Haisyn (ciudad)                                   |
| Illinetski           | Іллінецький район           | Illintsí (ciudad)                                 |
| Kalýnivski           | Калинівський район          | Kalýnivka (ciudad)                                |
| Jmilnytski           | Хмільницький район          | Jmílnyk (ciudad)                                  |
| Koziatynski          | Козятинський район          | Koziatyn (ciudad)                                 |
| Kryzhópilski         | Крижопільський район        | Kryzhópil (asentamiento de tipo urbano)           |
| Litynski             | Літинський район            | Lityn (ciudad)                                    |
| Lypovetski           | Липовецький район           | Lýpovets (ciudad)                                 |
| Mohyliv-Podilski     | Могилів-Подільський район   | Mohyliv-Podilski (ciudad)                         |
| Murovanokurylovetski | Мурованокуриловецький район | Muróvani Kurýlivtsi (asentamiento de tipo urbano) |
| Nemýrivski           | Немирівський район          | Nemýriv (ciudad)                                  |
| Orátivski            | Оратівський район           | Orátiv (asentamiento de tipo urbano)              |
| Pishchanski          | Піщанський район            | Pishchanka (asentamiento de tipo urbano)          |
| Pohrebýschenski      | Погребищенський район       | Pohrebysche (ciudad)                              |
| Shárhorodski         | Шаргородський район         | Shárhorod (ciudad)                                |
| Téplytski            | Теплицький район            | Téplyk (asentamiento de tipo urbano)              |
| Tomashpilski         | Томашпільський район        | Tomashpil (asentamiento de tipo urbano)           |
| Trostianetski        | Тростянецький район         | Trostianéts (asentamiento de tipo urbano)         |
| Tulchynski           | Тульчинський район          | Tulchýn (ciudad)                                  |
| Tývrivski            | Тиврівський район           | Tývriv (asentamiento de tipo urbano)              |
| Vínnytski            | Вінницький район            | Vínnytsia (ciudad)                                |
| Yampilski            | Ямпільський район           | Yampil (ciudad)                                   |
| Zhmérynski           | Жмеринський район           | Zhmérynka (ciudad)                                |